# Béziers Volley 2014-2015
Questa voce raccoglie le informazioni riguardanti il Béziers Volley nelle competizioni ufficiali della stagione 2014-2015.

## Organigramma societario
Area direttiva
- Presidente: Jean Paul Cristofoli
- Vicepresidente: Bernard Fages

Area organizzativa
- Team manager: Alain Pardina
- Direttore sportivo: Didier Huc
- Logistica: Luc Lazare

Area tecnica
- Allenatore: Cyril Ong

Area marketing
- Sponsor: Olivier Bouichet

Area sanitaria
- Medico: Ludovic Denais
- Preparatore atletico: Fred Garros
- Kinesiterapia: Sébastien Dumas, Guillaume Peyre, Vincent Ferriera
- Osteopata: Sébastien Dumas
- Podologo: Olivier Gargallo
- Chirurgo: Hervé Silbert

## Rosa
| N° | Nome               | Ruolo | Data di nascita   | Nazionalità sportiva |
| -- | ------------------ | ----- | ----------------- | -------------------- |
| 1  | Hélena Cazaute     | S     | 17 dicembre 1997  | Francia              |
| 2  | Nelly Ochala       | S     | 28 luglio 1994    | Francia              |
| 3  | Sarah Mantion      | C     | 26 ottobre 1995   | Francia              |
| 4  | Bojana Marković    | S     | 20 giugno 1990    | Serbia               |
| 5  | Keao Burdine       | S     | 2 gennaio 1983    | Stati Uniti          |
| 6  | Pauline Martin     | C     | 20 ottobre 1995   | Francia              |
| 7  | Lisa Arbos         | S     | 22 novembre 1996  | Francia              |
| 8  | Margaux Bouzinac   | P     | 4 settembre 1996  | Francia              |
| 9  | Alizée Camberabero | L     | 23 febbraio 1996  | Francia              |
| 10 | Chloe Mann         | C     | 12 ottobre 1990   | Stati Uniti          |
| 11 | Pauline Martin     | P     | 29 settembre 1995 | Francia              |
| 12 | Rebecca Pavan      | C     | 17 aprile 1990    | Canada               |
| 13 | Stefania Dall'Igna | P     | 22 novembre 1984  | Italia               |
| 14 | Mari Hole          | S     | 3 agosto 1990     | Norvegia             |
| 16 | Hélène Schleck     | S/O   | 13 maggio 1986    | Francia              |
| 18 | Alexandra Rochelle | L     | 14 gennaio 1983   | Francia              |